# Irn-Bru

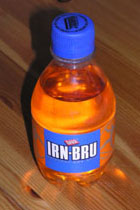
Irn-Bru

Irn-Bru（读作“iron brew”），是由位于苏格兰坎伯诺尔德的 A.G. Barr 公司生产的一种碳酸软性饮料。它被称作是苏格兰除苏格兰威士忌以外的另一种民族饮料，为苏格兰最畅销的软性饮料之一，其销量可以与可口可乐相媲美。其口味类似于芬达，有类似柠檬的酸味。饮料上写明的成分有柠檬酸铁铵、糖、咖啡因、奎宁、日落黄和胭脂红等，不含酒精。由于它的咖啡因配方，因此在酒吧十分常见，用于解酒，也用于调酒。
Irn-Bru 颜色为鲜艳的橙黄色，配方是高度保密的，只有公司主席罗宾·巴尔（Robin Barr）和另外一位不透露姓名的人知道。此外还有一份配料单保存在苏格兰一家银行的保险库中。每个月，巴尔会在位于坎伯诺尔德的公司总部的一个密闭的屋子内，独自按照配料单配制 Irn-Bru。如果巴尔不再担任公司主席一职，则他仍然是饮料的配制者，但是最终配料单是会被传至他的女儿朱莉手中。
Irn-Bru 最早是于1901年在苏格兰中部城镇福尔柯克首先制得，最早的商品名为“Strachan's brew”。1946年，法律作出更改，不是通过酿造（brew）得到的“Strachan's brew”饮料需要将名称中的“brew”一词去掉。当时的公司主席灵机一动，选取同义词为之命名，便成为今日的“Irn-Bru”品牌。 目前，Irn-Bru 除了在英国有出售以外，在澳大利亚、加拿大、芬兰、希腊、中东地区、新西兰、巴基斯坦、葡萄牙、西班牙和美国等国家和地区也有销售。它在散居世界各地的苏格兰裔社群中尤其受到欢迎。